# Rollo griego de los Profetas Menores de Nahal Hever

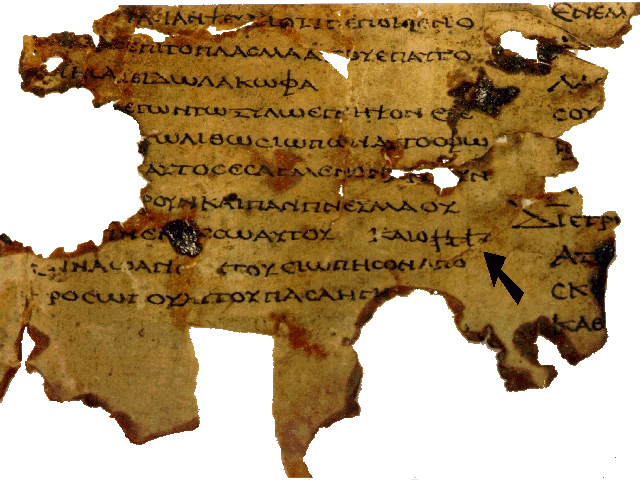
Parte baja de col. 18 (según E. Tov) del Rollo griego de los Profetas Menores de Nahal Hever (8HevXIIgr^{a}). La flecha señala el tetragrámaton en letras paleohebreas.

El Rollo griego de los Profetas Menores de Nahal Hever (8HevXIIgr; Se2grXII; Rahlfs 943) es un manuscrito de finales del siglo I a. C. o principios del siglo I d. C. de la Septuaginta escrito en pergamino en forma de rollo que se guarda en el Museo Rockefeller en Jerusalén.

## Descubrimiento
En agosto del año 1952 unos beduinos vendieron a investigadores en Jerusalén Este (que en ese momento y hasta 1967 pertenecía a Jordania) una colección de rollos y fragmentos que, según los beduinos, provenían de Nahal Ze'elim. Los hallazgos, la Colección Seiyal, incluían partes de un rollo del Libro de los Doce Profetas Menores, catalogado Se2grXII. En la primavera de 1961, una expedición de la Universidad Hebrea de Jerusalén examinó las cuevas en el borde sur del Nahal Hever y en la cueva 8, llamada "Cueva del Horror" debido a los esqueletos allí encontrados, encontró fragmentos, en su mayor parte de sólo unos pocos centímetros de tamaño, que se podían asignar al Libro de los Doce Profetas, y con relativa rapidez se hizo evidente que los fragmentos eran partes del mismo pergamino que se había comprado diez años antes y que este, como la mayoría de los otros pergaminos de la Colección Seiyâl, provenía, contrariamente a la información proporcionada por los beduinos, de esa cueva 8 de Nahal Hever situada al sur de Qumrán.

## Descripción

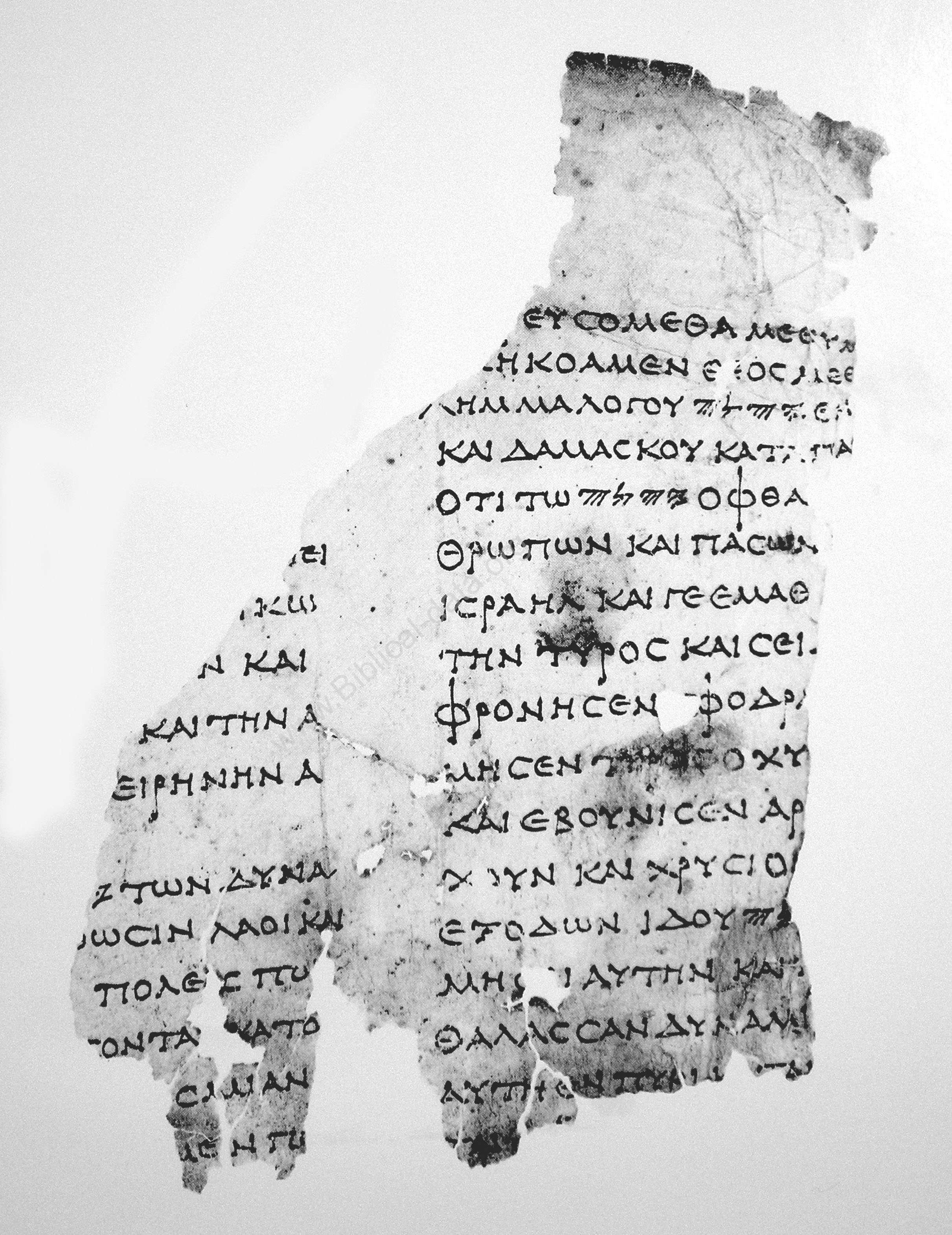
Col. B1–2 (según E. Tov) del Rollo griego de los Profetas Menores de Nahal Hever

Generalmente quedan más las partes inferiores de las columnas del rollo que se conservan. Los intentos de reconstrucción muestran que el número medio de líneas por columna es de alrededor de 42, excepto en la parte posterior, que se puede asignar a otra mano, donde las letras son más grandes y por lo tanto las columnas contienen solo 33 líneas. Las columnas tenían un promedio de 27 cm de alto y entre 7,5 y 9 cm de ancho, lo que equivale a entre 29 y 43 letras o solo a22-24 en la última parte. El pergamino tenía unos 35 cm de alto y, si contenía el texto completo de los Doce Profetas Menores, tenía casi 10 m de largo, más largo que cualquiera de los pergaminos de Qumran. Sin embargo, los fragmentos conservados contienen solo partes de los libros de Jonás, Miqueas, Nahum, Habacuc, Sofonías y Zacarías.
Una particularidad es la presencia del tetragrámaton en letras paleohebreas insertado en el texto griego. Mientras que en el Papiro Fouad 266b el escriba original dejó espacios vacíos donde debía aparecer el nombre de Dios, espacios en los que otro escriba añadió posteriormente el tetragrámaton, se puede suponer que en el caso del rollo de Nahal Hever el propio escriba original insertaba continuamente las letras hebreas antiguas en el texto griego, probablemente incluso en sentido de izquierda a derecha contrario a la dirección hebrea de escritura.

## Datación
Dominique Barthélemy atribuyó el rollo a mediados del siglo I a. C., C. H. Roberts al período 50 a. C. – 50 d. C., Peter Parsons lo consideró quizás de la última parte del siglo I a. C.

## Publicación
Una información sobre el contenido del manuscrito fue publicada por B. Lifschitz de la Universidad Hebrea de Jerusalén en la Israel Exploration Journal en el año 1962. Dominique Barthélemy publicó en 1963 Les devanciers d'Aquila: Première publication intégrale du texte des fragments du Dodecapropheton, una trsnscripción preliminar del texto. Una edición completa preparada por Emanuel Tov apareció en 1990.

## Carácter textual
El estado fragmentario del rollo dificulta las declaraciones sobre el carácter textual. Sin embargo, los editores están de acuerdo en que esta es una revisión temprana de la Septuaginta hacia una alineación al texto hebreo. Dominique Barthélemy estableció que "no es una traducción nueva ni independiente, sino más bien una recensión del texto de la Septuaginta". Según Tuukka Kauhanen, este manuscrito es una revisión hebraizante temprana (es decir, en el texto B de libros como Josué, Jueces y Samuel-Reyes), Eugene C. Ulrich escribió que "atestigua la recensión comúnmente conocida como la recensión Proto-Teodoción o καιγε", que reafirma Pavlos Vasileiadis. La revisión Kaige es una de las primeras (de finales del siglo I a. C. o principios del siglo I d. C.) revisiones de la Septuaginta para adaptarla al texto hebreo, revisión que se caracteriza por tener el tetragrámaton YHWH en letras paleohebreas y no una traducción al griego. James A. E. Mulroney citando a Emanuel Tov, Robert A. Kraft y Peter J. Parsons afirman que "aunque 8HevXIIgr fue una revisión del OG hacia el proto-MT, mantuvo una continuidad significativa con el texto de OG... fue una revisión, no una nueva traducción". Según David L. Washburn, esta versión es diversa de la Septuaginta, hecha directa y literalmente de un texto hebreo del tipo masorético.

## Descubrimiento en el 2021
En marzo del 2021, se hallaron (junto con objetos de los años 132-136 d. C., el esqueleto momificado de un niño de 6 mil años de antigüedad y una cesta de 10 mil 500 años), cerca de la "Cueva de los Horrores", fragmentos adicionales de este manuscrito que permiten reconstruir pasajes de los libros de Zacarías y Nahum y que podrían contribuir a entender la historia de la traducción griega de la Biblia.